# Грамблінг (Луїзіана)
Грамблінг (англ. Grambling) — місто (англ. city) в США, в окрузі Лінкольн штату Луїзіана. Населення — 5239 осіб (2020).

## Географія
Грамблінг розташований за координатами 32°31′37″ пн. ш. 92°42′41″ зх. д. / 32.52694° пн. ш. 92.71139° зх. д. (32.526846, -92.711431). За даними Бюро перепису населення США в 2010 році місто мало площу 15,36 км², з яких 15,31 км² — суходіл та 0,06 км² — водойми.

## Демографія
Згідно з переписом 2010 року, у місті мешкало 4949 осіб у 1265 домогосподарствах у складі 660 родин. Густота населення становила 322 особи/км². Було 1442 помешкання (94/км²).
Расовий склад населення:
| - 97,3 % — чорних або афроамериканців - 0,9 % — білих - 0,5 % — азіатів - 0,2 % — корінних американців - 0,1 % — вихідців з тихоокеанських островів |

До двох чи більше рас належало 0,5 %. Частка іспаномовних становила 1,1 % від усіх жителів.
За віковим діапазоном населення розподілялося таким чином: 12,6 % — особи молодші 18 років, 79,1 % — особи у віці 18—64 років, 8,3 % — особи у віці 65 років та старші. Медіана віку мешканця становила 21,4 року. На 100 осіб жіночої статі у місті припадало 74,0 чоловіків; на 100 жінок у віці від 18 років та старших — 72,0 чоловіків також старших 18 років.
Середній дохід на одне домашнє господарство становив 34 132 долари США (медіана — 24 375), а середній дохід на одну сім'ю — 41 084 долари (медіана — 27 339). Медіана доходів становила 30 060 доларів для чоловіків та 24 357 доларів для жінок. За межею бідності перебувало 40,7 % осіб, у тому числі 54,7 % дітей у віці до 18 років та 3,0 % осіб у віці 65 років та старших.
Цивільне працевлаштоване населення становило 1841 особа. Основні галузі зайнятості: освіта, охорона здоров'я та соціальна допомога — 40,0 %, роздрібна торгівля — 19,6 %, мистецтво, розваги та відпочинок — 8,8 %, науковці, спеціалісти, менеджери — 6,4 %.